# غويندولين كينغ
غويندولين كينغ (بالإنجليزية: Gwendolyn King)‏ هي سيدة أعمال أمريكية، ولدت في 23 أغسطس 1940.